# Радиславка
Радисла́вка — село в Україні, в Рівненському районі Рівненської області. Населення становить 228 осіб. Розміщене за 1 км на південь від автотраси Великий Житин — Нова Українка.

### Історія
Перші згадки про Радиславку виринають з карт 1892 року. Саме тоді для Радиславки готували місце, корчуючи зруб. Осаду на 12 дворів спорудили неподалік лісу. Назвали її за іменем урочища Радиславкою. До того околишні поселяни Радиславкою іменували великі лісомасиви, які були власністю знатного вельможі Радислава.
До Радиславки належав хутір Боянівка. Першим тут поселився мисливець Боян, іменем якого назвали осаду. Неофіційно до Радиславки відходили ще хутори: Німеччина — тут першим осів німий чоловік ; Язвини — «місце в околиці численних звіриних нір, незамерзаючих болотяних вікон» ; Козаче — «тут першим поселенцем був Козак».
При в'їзді у Радиславку розміщений молодий сосновий гай Лісок, за яким витікав струмок Вуж, що впадає у Житинський став. Сліди його видно і зараз.

## Населення

### Мова
Розподіл населення за рідною мовою за даними перепису 2001 року:
| Мова       | Кількість | Відсоток |
| ---------- | --------- | -------- |
| українська | 226       | 99.12 %  |
| російська  | 2         | 0.88 %   |
| Усього     | 228       | 100 %    |

## Постаті
- Полянський Ілля Олександрович (1999—2024) — старший лейтенант Збройних сил України, учасник російсько-української війни.